# Mula (nakszatra)
Mula (Dewanagari: मूल) – nakszatra, rezydencja księżycowa.
Termin używany w astrologii dźjotisz do określenia części Zodiaku, która położona jest w dwóch znakach - Strzelcu i Koziorożcu.
Mula oznacza korzeń, fundament, kraniec, praprzyczynę i pochodzenie. Wskazuje na chłodny, zasadniczy dzień.